# VOOC
VOOC（英语：Voltage Open-Looped, Multi-Step Constant-Current Charging）是OPPO推出的一种手机电池快充技术。OPPO也将该技术授权给一加和realme，一加手机使用的Dash/Warp闪充、realme手机使用的Dart闪充是该技术的别名。後來realme上推出磁性无线充电系统MagDart，OPPO上則推出MagVOOC磁性無線充电技術，然而在後續一加和realme的產品一律都使用VOOC。
其主打的是『充電五分鐘，通話兩小時』，第一台使用VOOC的產品是OPPO的Find 7。
OPPO目前最新版本的VOOC是VOOC 4.0與可用超大瓦數的SuperVOOC 2.0，而最新的SuperVOOC改為『充電五分鐘，開黑兩小時』。
VOOC闪充团队负责人是張加亮，也被稱為『VOOC闪充之父』。

## 专用充电线和一般USB充电数据线的差异
VOOC专用的A-C线和一般的USB2.0 A-C线相比，存在以下差异：
- A口端多了一个触点；
- Micro B口端多了两个触点，分别是V_Bus和GND。